# Hotiza
Hotiza este o localitate din comuna Lendava, Slovenia, cu o populație de 777 de locuitori.